# حمدي النقاز
حمدي النقاز (مواليد 28 أكتوبر 1992) هو لاعب كرة قدم تونسي دولي محترف، لعب سابقاً في النجم الساحلي التونسي والزمالك المصري ونادي الترجي التونسي ونادي الزمالك والنادي الأهلي السعودي ويلعب حاليا لنادي الاسماعيلي ويلعب كظهير أيمن . كما سبق ل التتويج بكأس الاتحاد الأفريقي لأول مرة في مسيرته مع النجم الرياضي الساحلي.
كما سبق له المشاركة مع منتخب تونس لكرة القدم في نهائيات كأس العالم 2018 في روسيا.

## مسيرته الكروية

### الإحصائيات الدولية
آخر تحديث 28 يونيو 2018. 
| تونس     | تونس      | تونس    |
| عام      | المشاركات | الإهداف |
| -------- | --------- | ------- |
| 2015     | 2         | 0       |
| 2016     | 4         | 0       |
| 2017     | 8         | 0       |
| 2018     | 4         | 0       |
| الإجمالى | 18        | 0       |

## الإنجازات
النجم الساحلي
- كأس الاتحاد الأفريقي:
  - البطل (1): 2015
- كأس تونس:
  - البطل (3): 2012، 2014، 2015
- الرابطة التونسية المحترفة الأولى لكرة القدم:
  - البطل (1): 2016

 الزمالك
- كأس السوبر المصري السعودي:
  - البطل (1): 2018
- كأس مصر:
  - البطل (2): 2018[3]
  - 2019
- كأس الاتحاد الأفريقي:
  - البطل (1): 2019

## روابط خارجية
- حمدي النقاز على موقع الاتحاد الدولي (مؤرشف)  (الإنجليزية)
- حمدي النقاز على موقع قاعدة بيانات كرة القدم.إي يو (الإنجليزية)
- حمدي النقاز على موقع بيانات كرة القدم. دي إي (الألمانية)
- حمدي النقاز على موقع ناشيونال فوتبول تيمز (الإنجليزية)
- حمدي النقاز على موقع Soccerway.com (الإنجليزية)
- حمدي النقاز على موقع عالم كرة القدم.نت (الإنجليزية)